# Monotípico
Monotípico es un adjetivo que designa a un grupo taxonómico con un solo tipo nomenclatural. 

## Botánica
En botánica significa que un taxón tiene solo una especie; Welwitschia es un género monotípico, mientras que Welwitschiaceae es una familia monotípica. La frase no es realmente segura, ya que asume que una especie incluye solo un tipo. Y este no es necesariamente el caso de una especie que puede incluir varias subespecies (u otros taxones infraespecíficos), donde cada una de ellas puede tener un tipo. Un término más seguro es «uniespecífico».
Un ejemplo es el género Darlingtonia, con una sola especie: Darlingtonia californica.

## Zoología
En zoología monotípico se refiere a un taxón que contiene solo un taxón inmediatamente subordinado. Por ejemplo, un género monotípico tiene sólo una especie. Asimismo, se puede decir que el taxón contenido es monotípico dentro de un taxón mayor; un género monotípico dentro de una familia.
Un ejemplo es el género Tarsius que es monotípico dentro de la familia Tarsiidae (que es de por sí monotípica en las Tarsiiformes). Un ejemplo de especie monotípica es el guacamayo Anodorhynchus hyacinthinus que, discontinuado el taxón nominado, no incluye ningún taxón subordinado (subespecies). Por el contrario, el perico Amazona farinosa no es una especie monotípica, por tener varios taxones subordinados (subespecies).